# Приходьте завтра...
«Приходьте завтра…» (рос. «Приходите завтра…») — радянський художній фільм режисера Євгена Ташкова, вийшов у 1963 році. В прокаті стрічку подивилося більш ніж 15,4 мільйонів глядачів.
Головну героїню стрічки Фросю Бурлакову зіграла відома акторка Катерина Савінова.

## Сюжет
Молода сільська дівчина Фрося Бурлакова (Катерина Савінова) живе за декілька кілометрів від сибірського села Єльцовка. Вона приїжджає до Москви, щоб вступити до консерваторії і бути співачкою. У столиці СРСР вона тимчасово проживає у квартирі московського митця, якого звати Микола Васильович (Анатолій Папанов) і саме його адресу записав Фросі їхній місцевий шкільний завгосп. Микола Васильович був за професією скульптор і на даному етапі свого життя він переживав творчу та духовну кризу.

Початкові титри фільму

Наступного дня Фрося йде до консерваторії, де дізнається, що прийом на навчання у цьому році вже завершено. Дівчина вже хотіла підти звідти, але випадково побачила на східцях закладу професора Соколова (Борис Бібіков). Фрося наздоганяє його, коли той вже сідав у автобус. Професор сказав їй, що прослухає її завтра о шостій годині у приміщенні консерваторії.
Ввечері того ж дня, коли Фрося писала листа своїй родині до Сибіру, додому повернувся Микола Васльович. Він запропонував Фросі відвідати ресторан разом з його нареченою Наталею (Антоніна Максимова). У ресторані Фрося дещо захмеліла від випитого коньяка, який випила вперше в житті.
Після обіду у ресторані скульптор відвіз Фросю додому, а потім розповів своїй нареченій про життя Бурлакової, закінчивши свою розповідь висловом: «Як все-таки вона далеко від всього цього…».

Фрося та домробітниця Миколи Васильовича

Наступного дня Фрося Бурлакова знову пішла до консерваторії. І вона знову зустріла професора Соколова, коли він вже виходив з вестибюля. На його запитання що вона хотіла, Фрося відповіла: «Виступати». Професор, розгнівавшись відповів їй: «Е-е, матінко, це ви не сюди потрапили! Тут інститут, тут навчаються. Сюди вступають, а не виступають. Приходьте наступного року…».
Фрося, дуже засмутившись, хотіла підти і тут до неї підійшли двоє студентів, які представилися як Станіславський (Олександр Ширвіндт) та Немировичем-Данченко (Юрій Бєлов). Студенти вирішили пожартувати над Фросею. «Станіславський» сказав, що він член прийомної комісії і разом з «Немировичем-Данченко» міг би її прослухати. Радісна Фрося пішла за ними, навіть не підозрюючи, що це лише жарт.

Професор Соколов та Фрося Бурлакова

Через кілька днів Микола Васильович спитав її, як її справи. Фрося відповіла, що справи йдуть дуже гарно, їй залишилося пройти лише один тур. На питання хто є головою прийомної комісії, Фрося відповіла, що це Костянтин Георгійович Станіславський. Скульптор розсміявся, а потім сказав, що Станіславський помер у 1938 році. І Фрося відразу ж все зрозуміла…
Наступного ранку дівчина знову прийшла до консерваторії, де зустріла професора Соколова. Зустрівши її, професор невдоволено сказав: «Що, це знову ви?!». Фрося сказала, що це знову вона. Професор з подивом зауважив: «Це неймовірно!» (рос. «Это поразительно!»). Після цього він впевнено пішов на другий поверх.
Ввечері, коли професор збирався йти додому, він знову побачив Фросю, яка все ще стояла недалеко від роздягальні. Побачивши його, Фрося розплакалася. Не витримавши цього, професор повів її до зали, де вирішив прослухати її вміння співати і винести остаточне рішення. Йому дуже сподобався її голос і Соколов вирішує взяти дівчину на навчання до університету.
Професор наполягає на зарахуванні Фросі на навчання у консерваторії в дирекції закладу.
Тим часом, через свої професійні негаразди та розуміння того, що не зроблено нічого значущого, скульптор Микола Васильович знищує всі свої роботи, залишивши лише одну, яка сподобалася Фросі.
Незабаром Фрося переїхала на проживання до гуртожитку. Під час переїзду туди вона знайомиться з молодими студентом на ім'я Костя. У подальшому він буде чекати її щодня після лекцій та додаткових занять.
Але одного разу його товариш приносить Фросі записку до консерваторії стосовно від'їзду Кості з Москви на практику. Бурлакова поспішає на вокзал, але не встигає… Потяг вже поїхав.
Фільм закінчується тим, що Фрося співає на додатковому занятті професора Соколова. У кінці заняття він просить заспівати дівчину пісню ще раз, промовляючи: «Час легких перемог пройшов…».

## У ролях
- Катерина Савінова — Фрося Бурлакова
- Анатолій Папанов — Микола Васильович, скульптор
- Борис Бібіков — професор Олександр Олександрович Соколов
- Антоніна Максимова — Наташа, наречена Миколи
- Юрій Горобець — Костя, хлопець Фросі
- Надія Животова — Марія Семенівна, домробітниця Миколи Васильовича
- Олександр Ширвіндт — Вадим, студент (Станіславський)
- Юрій Бєлов — Володя, студент (Немирович-Данченко)
- Олександра Денисова — гардеробниця
- Борис Коковкін — директор інституту
- Зінаїда Дьяконова — концертмейстер
- Євгеній Ташков — молодий дещо глухий чоловік у сонячних окулярах
- Ганна Заржицька — старенька з дитиною в поїзді
- та ін.

## Знімальна група
- Сценарист і режисер-постановник: Євген Ташков
- Оператор-постановник: Радомир Василевський
- Художник-постановник: Олег Передерій
- Режисери: В. Вінніков, А. Мілюков
- Композитор: Андрій Ешпай
- Звукооператор: Едуард Гончаренко
- Художник по костюмах: М. Квашина
- Художник-гример: Вячеслав Лаферов
- Звукооформлювач: Абрам Блогерман
- Монтаж: Т. Дон, Валентина Олійник
- Редактор: Вілен Федоров
- Оркестр Одеської державної філармонії, диригент — Давид Сіпітінер
- Директор картини: Серафима Беніова
- Виконання пісень: Катерина Савінова

## Озвучування
- Євген Ташков — Микола Васильович (грав Анатолій Папанов)
- Катерина Савінова — домробітниця Марія Семенівна (грала Надія Животова)

## Нагороди
- На Всесоюзному кінофестивалі 1964 року стрічка отримала Першу та Другу премії за найкращу чоловічу роль (Анатолій Папанов поділив її з Миколою Черкасовим) і Першу та Другу премії за найкращу жіночу роль (Катерина Савінова поділила її з А. Умурзаковою).

## Цікаві факти
- Сюжет стрічки був заснований на біографії Катерини Савінової[2].
- Коли Катерину Савінову виключили з акторських курсів, їй допоміг повернутись до навчання Борис Бібіков, який пізніше в цьому фільмі зіграв професора Соколова[2].